# 1932年臺灣
|        | 臺灣歷史 \| 台灣歷史年表 |
| 世纪： | 19世纪臺灣 \| 20世纪臺灣 \| 21世纪臺灣 |
| 年代： | 1900年代臺灣 \| 1910年代臺灣 \| 1920年代臺灣 \| 1930年代臺灣 \| 1940年代臺灣 \| 1950年代臺灣 \| 1960年代臺灣                                           |
| 年份： | 1927年臺灣 \| 1928年臺灣 \| 1929年臺灣 \| 1930年臺灣 \| 1931年臺灣 \| 1932年臺灣 \| 1933年臺灣 \| 1934年臺灣 \| 1935年臺灣 \| 1936年臺灣 \| 1937年臺灣 |
| 纪年： | 壬申年（猴年）、日本昭和7年 |

## 政府

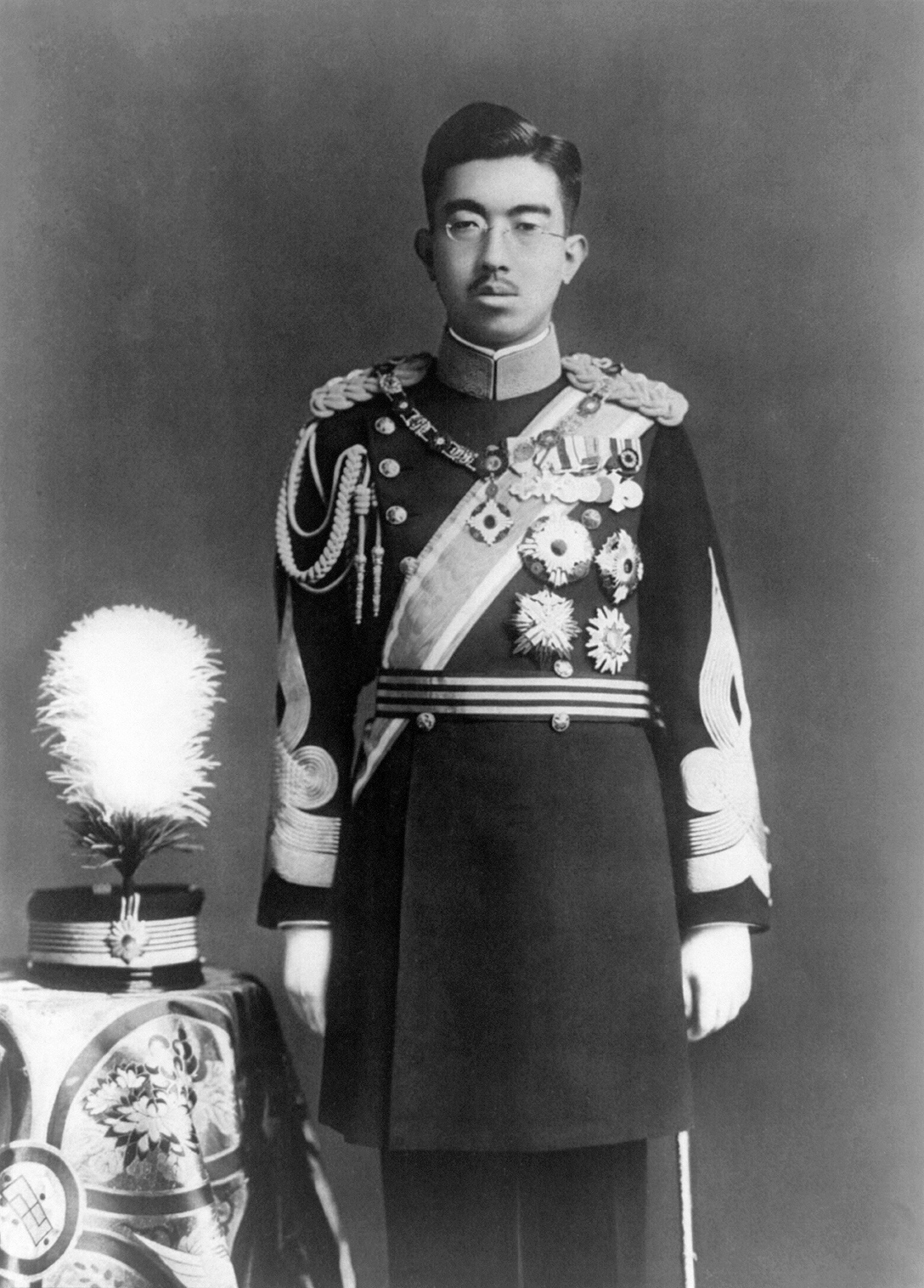
天皇：昭和天皇
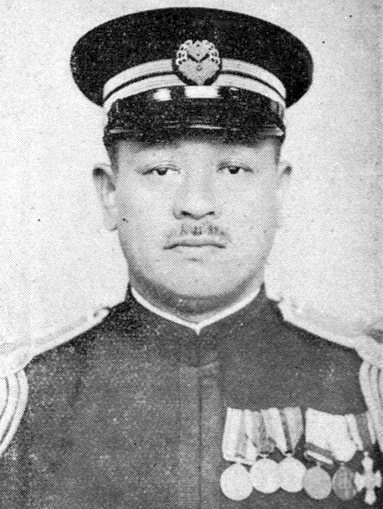
臺灣總督：中川健藏
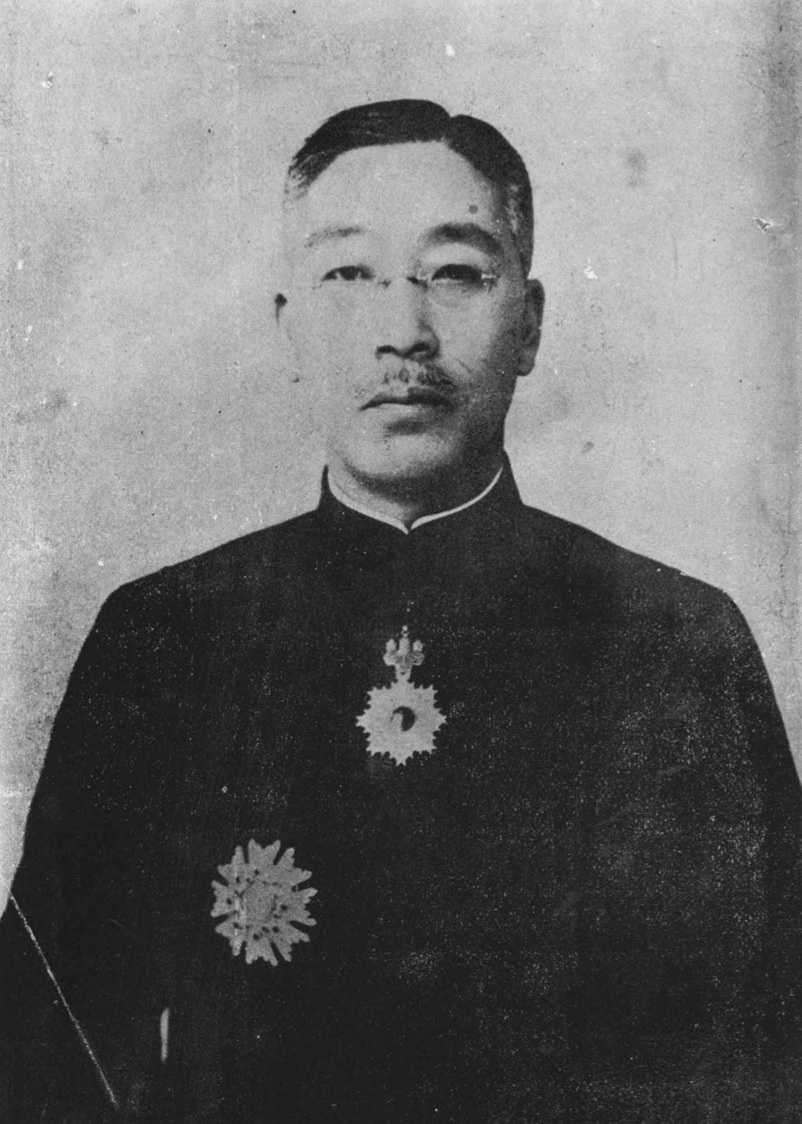
總務長官：平塚廣義

### 成員變動

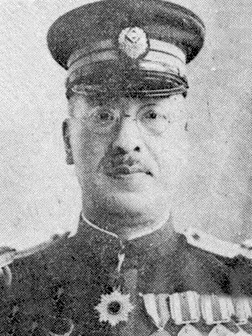
臺灣總督：太田政弘
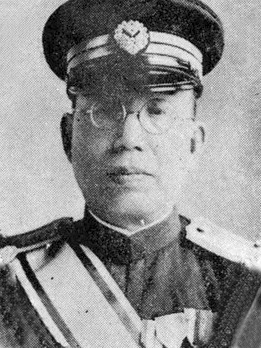
臺灣總督：南弘（辭職）
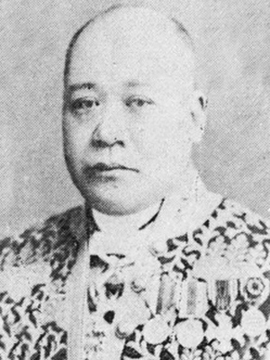
總務長官：木下信

## 大事記

### 2月
- 2月1日——臺北州七星郡的平溪庄改隸基隆郡[1]；臺北州海山郡蕃地廢除，於三峽庄增加「五寮」、「插角」、「東眼」等大字[1]。

### 3月
- 3月1日——臺北至馬尼拉間無線電開通[2]:4098。
- 3月2日——南弘任第15任臺灣總督[2]:4098。
- 3月10日——臺灣民主黨成立[2]:4107。
- 3月20日——臺灣藝術研究會在日本東京成立[2]:4113。
- 3月23日——臺灣總督府設糖業實驗所。[2]:4115位在臺南市竹篙厝，並裁併高雄檢糖支所。

### 4月
- 4月15日——《臺灣新民報》改周刊為日刊[2]:4132，發行日刊[3]:209。

### 5月
- 5月27日——中川健藏任第十六任臺灣總督[2]:4162。

### 6月
- 6月3日——第十三次臺灣議會設置請願運動[3]:209。

### 7月
- 7月9日——臺灣公布《資本逃避防止法》[2]:4190。

## 出生
- 2月24日——蔡墩銘，法律學者，專攻刑法。國立臺灣大學法律學院名譽教授。著有《刑法總論》。（2014年逝世）
- 3月15日——唐飛，軍人、政治人物。曾任參謀總長、國防部部長、行政院院長。生於中國江蘇省。
- 5月14日——胡佛，學者、國立臺灣大學政治學系教授。「澄社」創辦人之一。（2018年逝世）
- 7月11日——楊金海，白色恐怖受難者、台灣獨立運動參與者。因參與組黨運動而遭國民黨逮補入獄。（2021年逝世）
- 7月24日——翁岳生，法官、法律學者。曾任司法院大法官、司法院院長。
- 9月16日——鄭清文，作家。曾任職華南銀行多年。（2017年逝世）
- 9月21日——黃昭堂，歷史學者、台灣獨立運動參與者。曾任台灣獨立建國聯盟主席。（2011年逝世）
- 10月15日——邱連輝，政治人物。黨外運動參與者，曾任屏東縣縣長。（2010年逝世）
- 12月7日——劉宜良，作家，筆名江南。著有《蔣經國傳》，遭國民黨政府派遣黑社會殺手槍殺身亡，釀成轟動一時的國際事件江南案。出生於中國江蘇。（1984年逝世）
- 12月16日——江丙坤，政治人物。曾任海峽交流基金會董事長。（2018年逝世）